# هارشالی مالهوترا
هارشالی مالهوترا (انگلیسی: Harshaali Malhotra؛ زادهٔ ۳ ژوئن ۲۰۰۸) هنرپیشه، و بازیگر سینما و تلویزیون اهل هند است. او از سال ۲۰۱۲ میلادی تاکنون مشغول فعالیت بوده‌است و فعالیت هنری خود را در زمینه سینما با بازی در فیلم برادر باجرانگی، در کنار ستاره‌هایی مثل سلمان خان و کارینا کاپور و میر سرور  آغاز کرد.
هارشالی با ایفای نقش در فیلم برادر باجرانگی به شهرت فروانی در بین مردم هند و پاکستان رسید.